# 米日吉里亞 (洛卡奇區)
50°43′19″N 24°45′10″E / 50.72194°N 24.75278°E
米日吉里亞（烏克蘭語：Міжгір'я），是烏克蘭的村落，位於該國西部沃倫州，由沃洛德米爾區負責管轄，始建於1964年，面積58.4平方公里，海拔高度202米，2001年人口91，人口密度每平方公里1.56人。